# Cinema de Israel

Amos Gitai

Amos Gitai e a atriz francesa Jeanne Moreau.

O cinema em Israel passou por grandes transformações desde seu início, na década de 1950, pouco depois da independência nacional. Atualmente, uma quantidade cada vez maior de filmes israelenses vem alcançando reconhecimento internacinal e conquistando premiações. Recentemente, os filmes de Israel vêm conquistando diversos prêmios em festivais internacionais, emprestando um prestígio cada vez maior às produções locais. O mais destacado realizador israelense nos dias de hoje é Amos Gitai. Entre 2007 e 2012 quatro filmes de Israel foram indicados ao Oscar.
A primeira década do século XXI foi a mais pródiga em produções e prêmios. Vários filmes israelenses ganharam prêmios em festivais de cinema ao redor do mundo, tais como Casamento Arranjado (de Dover Koshashvili), Broken Wings (Knafayim Shvurot, de Nir Bergman), Andando sobre as águas (Walk on Water) e Yossi & Jagger (de Eytan Fox), Nina's Tragedies (Ha-Asonot Shel Nina, de Savi Gavison), Fogueira (Medurat Hashevet) e Beaufort (de Joseph Cedar), Or [ou My Treasure](de Keren Yedaya), Turn Left at the End of the World (de Avi Nesher), A Visita da Banda (de Eran Kolirin) Valsa com Bashir (de Ari Folman), Ajami (de Scandar Kobti e Yaron Sheni), entre outros. Em 2011 Strangers No More ganhou o Oscar de Melhor Documentário de Curta Metragem.
Em 2012 Footnote (Hearat Shulayim), de Joseph Cedar, foi indicado ao Oscar de Melhor Filme Estrangeiro.
Desde 2000 que o Fundo de Cinema de Israel financia as produções locais.

## História

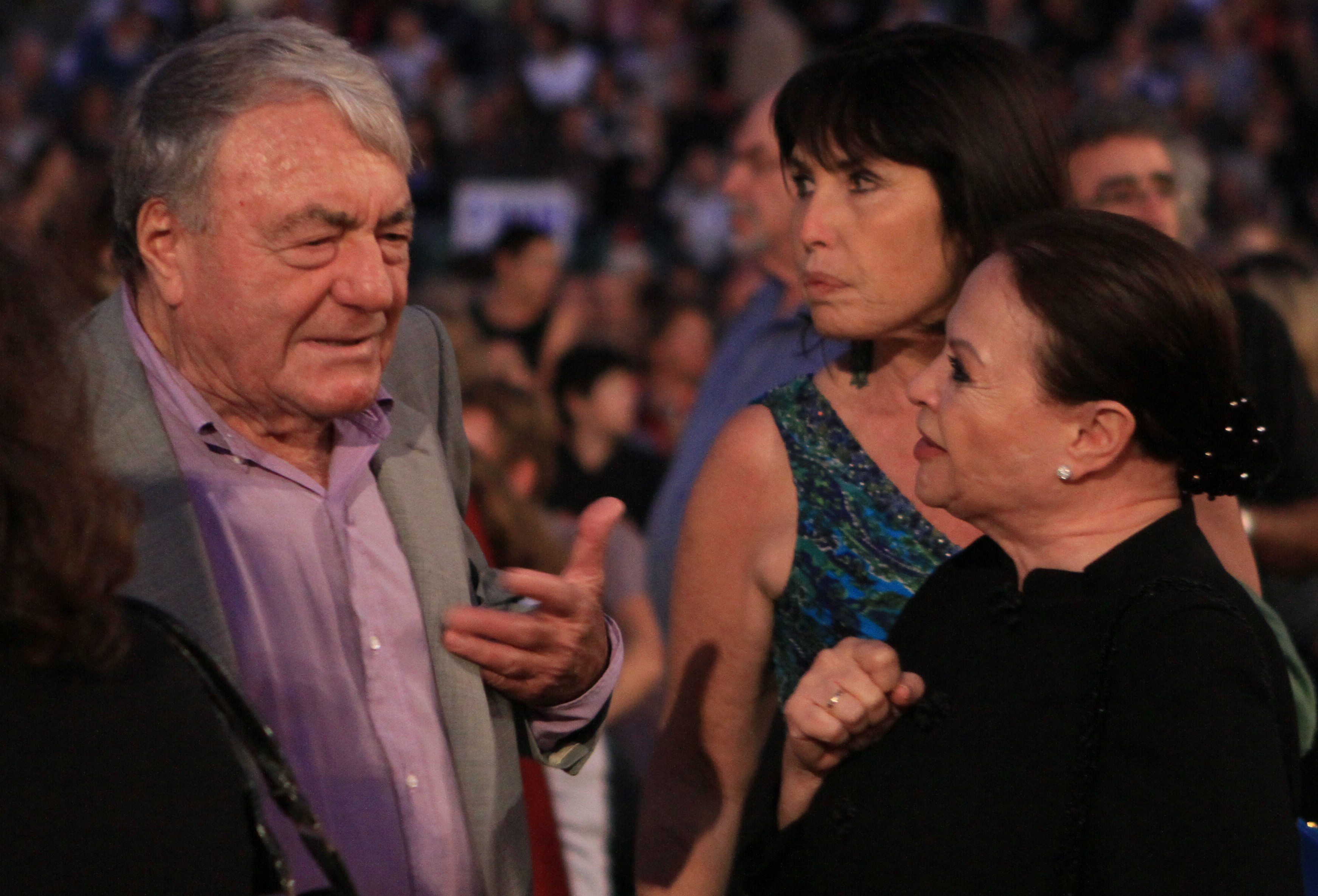
Cineastas Gila Almagor e Claude Lanzmann no Festival do Filme de Jerusalém.

Embora a fundação do Estado de Israel date de 1948, é possível mencionar pioneiros da sua cinematografia bem anteriores, recuando até a época do cinema mudo. Em 1920, Yaacov Ben Dov dirigiu aquele que é considerado o primeiro flme israelense, Return to Zion, de inspiração sionista.
Entretanto, o bailarino e poeta Baruch Agadati (1895-1976) é considerado o pai do cinema israelense. Em 1935 ele dirigiu This is the land, também inspirado pelo Sionismo. Foi a primeira película falada em hebraico.
Os primeiros estúdios foram criados na cidade de Herzlia, na década de 1950, como o Geva Films e o Israel Film Studios. Em 1954, o Parlamento israelense (Knesset) aprovou a Lei de Incentivo aos Filmes Israelenses. na década seguinte, despontaram os primeiros cineastas de sucesso local, como Menahem Golan, Efraim Kishon e Uri Zohar.
Os primeiros filmes dirigidos por cineastas israelenses, como A Colina 24 não responde e Eles eram 10, foram produções de caráter patriótico, com enredos que exaltavam um tipo heroico, adequado ao espírito da época e à realidade histórica então vivida por Israel. Tal tendência também podia ser percebida em outros campos artísticos produzidos no país, como na literatura e nas artes plásticas.
Hoje em dia, os filmes são profundamente enraizados na experiência israelense, apresentando sobreviventes do Holocausto e seus filhos (como os filmes de Guila Almagor O Verão de Avyia e Sob uma Árvore), ou as dificuldades dos novos imigrantes (Sh'hur, dirigido por Hana Azoulay e Shmuel Hasfari; Café com Limão, dirigido por Leonid Gorivets). Outros refletem uma tendência mais marcada pela realidade israelense como o conflito árabe-israelense (Além das Grades de Uri Barbash), ou pela apresentação do contexto de uma sociedade universalista, alienada ou hedonista (como em O Canto da Sirene, A Vida de Acordo com Agfa e Histórias de Tel Aviv). Temas como amor, questões sociais (drogas, probreza, feminismo e homossexualidade) também  são comuns nas telas do país.
Em 2009 o filme árabe-israelense Ajami, situado num bairro pobre árabe em Jafa, foi indicado para o Oscar de melhor filme estrangeiro. Foi o primeiro filme predominantemente em língua árabe de Israel indicado a premiação e o terceiro ano consecutivo em que um filme israelense foi indicado ao Oscar.
Um ano antes, uma animação de Ari Folman, Valsa com Bashir recebeu elogios internacionais por retratar as experiências do diretor na Guerra do Líbano de 1982. O filme foi premiado com o Globo de Ouro de Melhor Filme Estrangeiro e recebeu uma indicação ao Oscar.
Outros filmes notáveis dos últimos anos são Campfire, de Joseph (Yossi) Cedar sobre uma família hierosolimitana, religiosa e sionista, da década de 80, e que luta para restabelecer a dinâmica da família após a morte de seu pai, e Broken Wings, filme premiado de Nir Bergman que também lida com as consequências de uma perda familiar e a necessidade de aceitação. Vire à Esquerda no Final do Mundo trata improváveis amizades interculturais em uma cidade de imigrantes no deserto, e Aviva, Meu Amor, conquistou 10 prêmios em festivais de cinema de Israel, Xangai e Tóquio.
Eytan Fox é outro diretor notável e popular. Os filmes de Fox incluem A Bolha, que explora a vida urbana contemporânea em Tel Aviv contra o pano de fundo do conflito árabe-israelense; Yossi e Jagger sobre o amor e o desejo homossexual nas Forças Armadas, e Andar Sobre a Água. Fox também foi o diretor do clássico seriado de TV Florentine (1997), sobre jovens israelenses desiludidos vivendo em um bairro de Tel Aviv com certo charme decadente.